# K-Lite Codec Pack
K-Lite Codec Pack — це набір аудіо- та відеокодеків для Microsoft Windows DirectShow, який дозволяє операційній системі та програмному забезпеченню відтворювати різні аудіо- та відеоформати, які зазвичай не підтримуються ОС. K-Lite Codec Pack також містить кілька поєднаних інструментів, зокрема Media Player Classic Home Cinema (MPC-HC), Media Info Lite та Codec Tweak Tool.
K-Lite додає кодеки до Video for Windows (VFW) та фільтри DirectShow до ОС, щоб програвачі на основі DirectShow/VFW, такі як MPC, Winamp і Windows Media Player, автоматично використовували їх.

## Варіанти наборів
Є чотири варіанти наборів K-Lite Codec Pack, усі вони безкоштовні.
1. Basic: Базовий набір є найменшою версією, яка дозволяє комп'ютеру з Microsoft Windows відтворювати вміст файлів AVI, Matroska (MKV), MP4, Ogg, Flash Video (FLV) і WebM тощо. Він складається лише з фільтрів LAV (для демультиплексування відео та декодування аудіо та відео), DirectVobSub (для декодування субтитрів), інструменту налаштування кодека, Icaros ThumbnailProvider і Icaros PropertyHandler.[2] Basic — це єдина версія, яка не містить, ані MPC-HC, ані MediaInfo Lite.[3]
2. Standard: Стандартний набір містить усі функції базового випуску, а також додатково MPC Video Renderer, MediaInfo Lite та MPC-HC.[4] Цей пакет рекомендований для звичайних користувачів.[1]
3. Full: Повний набір містить усі функції стандартного набору, а також додатково madVR, DC-Bass Source Mod та плагін для декодування 3D-відео (H.264 MVC).[5]
4. Mega: Мега повний набір чи набір Mega має всі функції повного набору, а також додатково кілька кодеків ACM/VFW (наприклад, x264VFW і Lagarith), ffdshow, GraphStudioNext, VobSubStrip і FourCC Changer.[6]

Після версії 1.56 BS.Player видалено, на відміну від деяких попередніх наборів K-Lite.
Після версії 10.0.0 64-розрядні кодеки були інтегровані у звичайні набори. До цієї версії існувала 64-розрядна версія, яка була розроблена спеціально для 64-розрядних ОС.
Після версії 11.3.0, 32- та 64-розрядні версії LAV Filters спільно використовують свої налаштування, а також було додано опцію встановлення лише 64-розрядних кодеків (можна побачити лише в режимі експертного встановлення).
Після версії 13.7.5 користувач може видалити встановлені компоненти, скасувавши їх вибір під час запуску програми оновлення. Це також дає можливість перейти на простіший набір кодеків без попереднього видалення.
Після версії 15.3.5 додано до наборів MPC Video Renderer.
Після версії 15.9.0 в набір не входить Haali Media Splitter.
Після версії 17.0.0 в набір не входить AC3Filter, оскільки він застарів і ним користується лише незначна частина людей. Параметри використання ffdshow для декодування також видалено. Однак після інсталяції користувач усе ще має можливість використовувати їх для декодування, увімкнувши їх вручну за допомогою Codec Tweak Tool. Крім того, фільтри оброблення ffdshow все ще зберігаються, а також додано нові параметри для їх завантаження в усіх сумісних програвачах DirectShow.

### Сумісність
Пакети кодеків K-Lite є сумісними з Windows Server 2003 та новіших версій.
Останньою версією, сумісною з Windows Vista, є версія 16.7.6.
Останньою версією, сумісною з Windows XP SP3, є версія 13.8.5.
Останньою версією, сумісною з Windows XP SP2, є версія 10.0.5.
Останньою версією, сумісною з Windows 2000, є версія 7.10.
Останньою версією, сумісною з Windows 9x, є версія 3.45.
K-Lite починаючи з версії 10.0.0, 64-розрядні кодеки були інтегровані в стандартний K-Lite Codec Pack. Раніше була окрема 64-розрядна версія пакета, яка була доступна для x64-версій Windows.

## Підтримувані формати файлів
K-Lite Codec Pack підтримує наступні формати файлів:
| File format                                                                 | Basic | Standard | Full | Mega |
| --------------------------------------------------------------------------- | ----- | -------- | ---- | ---- |
| AVI .avi, .divx, .amv                                                       | Так   | Так      | Так  | Так  |
| MPEG-PS .mpg, .mpeg, .mpe, .m1v, .m2v, .mpv2, .mp2v, .m2p, .vob, .evo, .mod | Так   | Так      | Так  | Так  |
| MPEG-TS .ts, .m2ts, .m2t, .mts, .pva, .tp, .tpr                             | Так   | Так      | Так  | Так  |
| MP4 .mp4, .m4v, .mp4v, .mpv4, .m4a, .hdmov                                  | Так   | Так      | Так  | Так  |
| QuickTime File Format .mov                                                  | Так   | Так      | Так  | Так  |
| 3GP .3gp, .3gpp, .3g2, .3gp2                                                | Так   | Так      | Так  | Так  |
| Matroska/WebM .mkv, .webm, .mka                                             | Так   | Так      | Так  | Так  |
| Ogg .ogg, .oga                                                              | Так   | Так      | Так  | Так  |
| Flash Video .flv, .f4v                                                      | Так   | Так      | Так  | Так  |
| Windows Media Video .wmv, .asf                                              | Так   | Так      | Так  | Так  |
| RealMedia .rmvb, .rm, .ra                                                   | Так   | Так      | Так  | Так  |
| DV .dv                                                                      | Так   | Так      | Так  | Так  |
| MXF .mxf                                                                    | Так   | Так      | Так  | Так  |
| DHAV .dav                                                                   | Так   | Так      | Так  | Так  |
| MP3 .mp3                                                                    | Так   | Так      | Так  | Так  |
| AAC .aac                                                                    | Так   | Так      | Так  | Так  |
| FLAC .flac                                                                  | Так   | Так      | Так  | Так  |
| WavPack .wv                                                                 | Так   | Так      | Так  | Так  |
| MPC .mpc                                                                    | Так   | Так      | Так  | Так  |
| APE .ape                                                                    | Так   | Так      | Так  | Так  |
| ALAC .alac                                                                  | Так   | Так      | Так  | Так  |
| AMR .amr                                                                    | Так   | Так      | Так  | Так  |
| True Audio .tta                                                             | Так   | Так      | Так  | Так  |
| AC3 .ac3                                                                    | Так   | Так      | Так  | Так  |
| DTS .dts                                                                    | Так   | Так      | Так  | Так  |
| Opus .opus                                                                  | Так   | Так      | Так  | Так  |
| Speex .spx                                                                  | Так   | Так      | Так  | Так  |
| AIFF .aif, .aiff, .aifc                                                     | Так   | Так      | Так  | Так  |
| Core Audio Format .caf                                                      | Так   | Так      | Так  | Так  |
| TAK .tak                                                                    | Так   | Так      | Так  | Так  |
| Shorten .shr                                                                | Так   | Так      | Так  | Так  |
| OptimFROG .ofr .ofs                                                         | Ні    | Ні       | Так  | Так  |
| Module file .it, .mo3, .mtm, .s3m, .umx, .xm                                | Ні    | Ні       | Так  | Так  |
| File Format                                                                 | Basic | Standard | Full | Mega |

## Цікаві події
Станом на 27 жовтня 2009, CNET повідомила про загальну кількість 1,074,578 завантажень K-Lite Mega Codec Pack 5.2 із 12 жовтня 2009 року. Оцінки користувачів дали йому в середньому 4,5 із 5 зірок, але він отримав лише 87 відгуків. Водночас CNET повідомила лише про 122 552 завантаження K-Lite Codec Pack Full Edition 5.2 (випуск відбувся того ж дня); однак він також отримав середню оцінку користувачів 4,5 із 5 зірок, хоча лише від семи відгуків. Жоден редактор CNET не переглядав ці продукти до цього часу.
Того ж дня Betanews Fileforum оголосив рейтинг 4,7 з 5 на основі 2346 голосів за K-Lite Mega Codec Pack 5.2.0 та 9416511 завантажень. Fileforum не має запису для K-Lite Codec Pack 5.2 Full.
У жовтні 2009 року Softpedia повідомила, що K-Lite Mega Codec Pack 5.2 та K-Lite Codec Pack 5.2 Update були завантажені разом 2 011 113 разів з моменту їх випуску, який відбувся 12 жовтня 2009 року, і дала їм оцінку від користувачів 4,4 із 5 на основі 2281 голосів. K-Lite Mega Codec Pack було обрано як вибір Softpedia. Softpedia також повідомила, що K-Lite Codec Pack 5.2 Full, K-Lite Codec Pack Full 5.2 Update та K-Lite Codec Pack 2.7 64-bit Edition були завантажені загалом 1 452 750 разів до цієї дати та отримали оцінку користувачів 4,3 із 5 від 2082 голосів. K-Lite Codec Pack Full 5.2 також був обраний Softpedia.
Також у жовтні 2009 року SnapFiles також високо оцінив K-Lite Codec Pack Full edition, поставивши йому п'ять зірок.